# Physemus latifrons
Physemus latifrons is een keversoort uit de familie dwergpilkevers (Limnichidae). De wetenschappelijke naam van de soort werd in 1976 gepubliceerd door David P. Wooldridge.